# Tabea Zimmermann

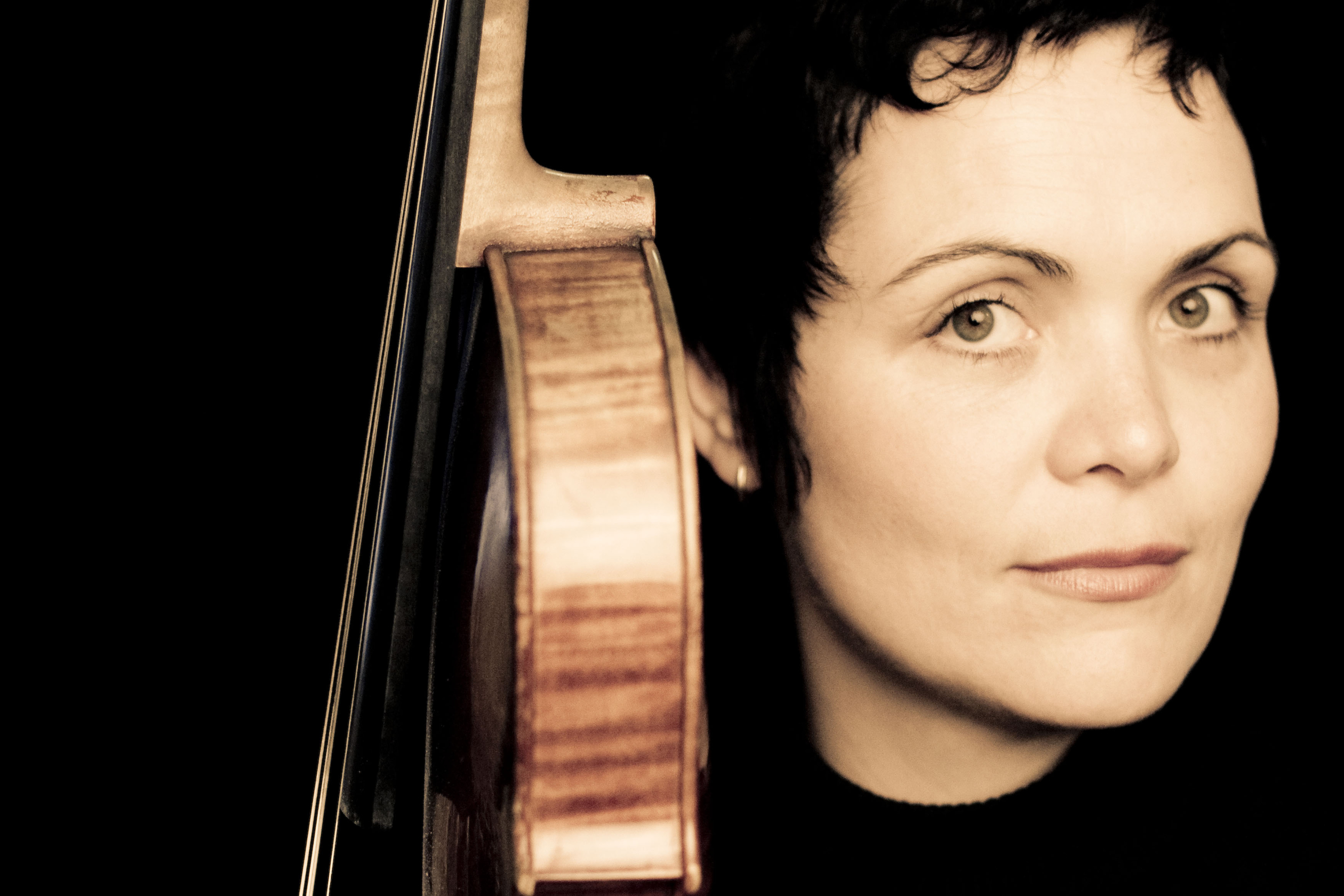
Tabea Zimmermann (2007)

Tabea Zimmermann (Lahr, 8 oktober 1966), is een Duitse altvioliste. 
Zimmermann begon met altviool spelen toen ze 3 jaar oud was en begon met pianospelen toen ze vijf was. Toen ze 13 was, studeerde ze altviool bij Ulrich Koch aan het Conservatorium van Freiburg, waarna ze verder studeerde bij Sándor Végh aan het Mozarteum, Universiteit van Salzburg. 
Ze won eerste prijzen op internationale concoursen in Genève (1982), Boedapest (1984), en het "Maurice Vieux"-altvioolconcours te Parijs (1983). Hier won ze ook een excellent instrument, gebouwd door de hedendaagse vioolbouwer Étienne Vatelot (1980), waarop ze sindsdien speelt. 
Als soliste speelde ze met orkesten als het Gewandhausorchester in Leipzig, de Berliner Philharmoniker, de BBC Philharmonic, het Orchestre de la Suisse Romande, onder leiding van dirigenten als Bernard Haitink, Kurt Masur, Christoph Eschenbach en Nikolaus Harnoncourt. 
Zimmermann is ook actief in de kamermuziek, waarbij ze speelde met Gidon Kremer (violist), Heinz Holliger (hoboïst en componist), Hartmut Höll (pianist), Steven Isserlis (cellist) en Pamela Frank (violiste). Veel tijd besteedt ze aan haar strijkkwartet, het Arcanto Quartet, naast Zimmermann bestaande uit Antje Weithaas en Daniel Sepec (viool), en Jean-Guihen Queyras (cello).
Ze voelt zich verbonden met het hedendaagse repertoire en oogstte succes met de Sonate for solo altviool die György Ligeti voor haar schreef, met première in 1994. Andere componisten die voor haar schreven zijn Heinz Holliger, Sally Beamish (haar Altvioolconcert nr. 2), Wolfgang Rihm, Georges Lentz, Josef Tal en Menachem Wiesenberg. 
Sinds 2002 is Zimmermann hoofdvakdocente altviool en kamermuziek aan de Hochschule für Musik “Hanns Eisler” in Berlijn. Daarvoor gaf ze les aan de muziekacademie van Saarbrücken (1987-1989) en de Hochschule für Musik und Darstellende Kunst Frankfurt am Main (1994-2002). Ze kreeg onder andere de muziekprijs van Frankfurt, de Hesse-staatsprijs voor cultuur, de internationale prijs van de Accademia Chigiana in Sienna en 2020 de Ernst von Siemens Muziekprijs toegewezen. 
Ze is weduwe van de dirigent David Shallon (1950-2000) en is hertrouwd met de Amerikaanse dirigent Steven Sloane. Ze heeft drie kinderen: Yuval en Jonathan (zonen van Shallon) en dochter Maya (2003). 